# Poste aérienne

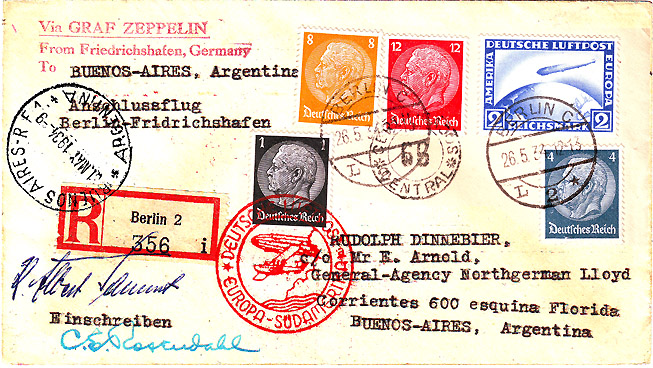
Enveloppe transportée par le premier vol vers l'Amérique du Sud du Graf Zeppelin en 1934.

La poste aérienne est la division d'une administration postale chargée du transport du courrier par voie aérienne, avion à partir de l'entre-deux-guerres en Europe. Plus coûteux, ce moyen d'expédition a justifié des vignettes postales et des timbres-poste spécifiques.

## Historique

### Les origines

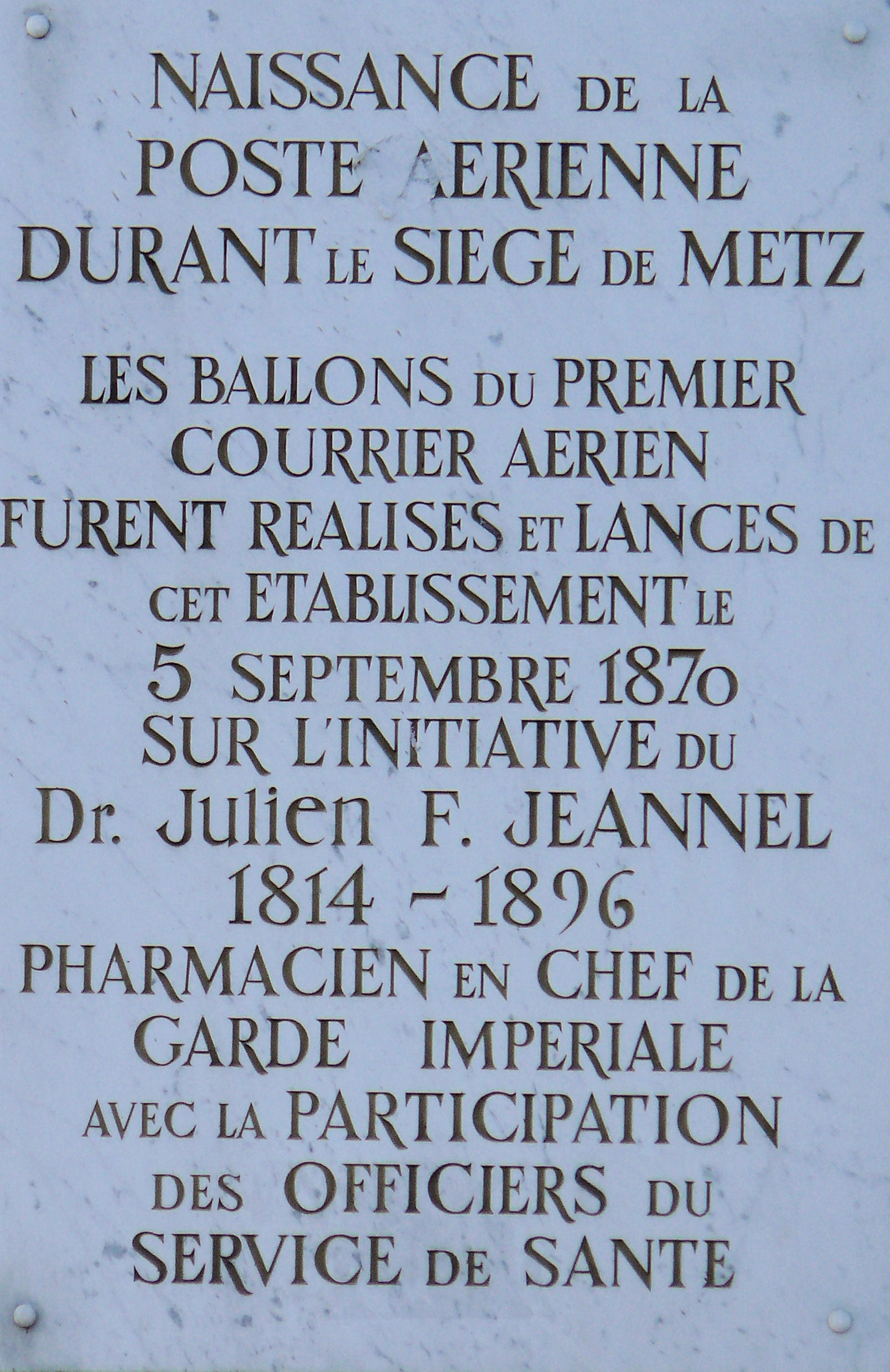
Plaque commémorant la création de la poste aérienne à Metz, 16 quai Paul-Wiltzer.

Le transport de courriers par voie des airs apparait officiellement en tant que service ouvert aux particuliers en 1870 en France durant les sièges de Metz, et surtout de Paris.
Les deux premiers ballons postaux sont lancés entre le 5 et le 6 septembre 1870 à Metz.
C’est la naissance de la poste aérienne (première poste aérienne de Metz également appelée poste des pharmaciens ou papillons de Metz) qui est l’œuvre du pharmacien militaire Julien-François Jeannel et du docteur Papillon.
Entre le 5 et le 15 septembre 1870, ce sont quatorze ballons qui sont lancés depuis l’hôpital militaire du Fort Moselle (principalement des courriers d’officiers). Ces ballons ont transporté environ 3 000 dépêches.
Le général Grégoire Coffinières de Nordeck, gouverneur de la place forte, souhaite mettre à la disposition de tous (civils et militaires dans la ville de Metz assiégée) cette innovation. Il confie cette « deuxième poste aérienne de Metz » à la direction du colonel Goullier, commandant de l’École d'application de l'artillerie et du génie. « Le service postal aérostatique, complètement organisé, fonctionne avec régularité. Chaque jour, un ballon quitte notre ville (Metz) dans la matinée porteur des nombreuses communications qui sont confiées par l’armée et la population. » La seconde poste aérienne de Metz aurait transporté, du 16 septembre au 3 octobre 1870, près de 150 000 dépêches.

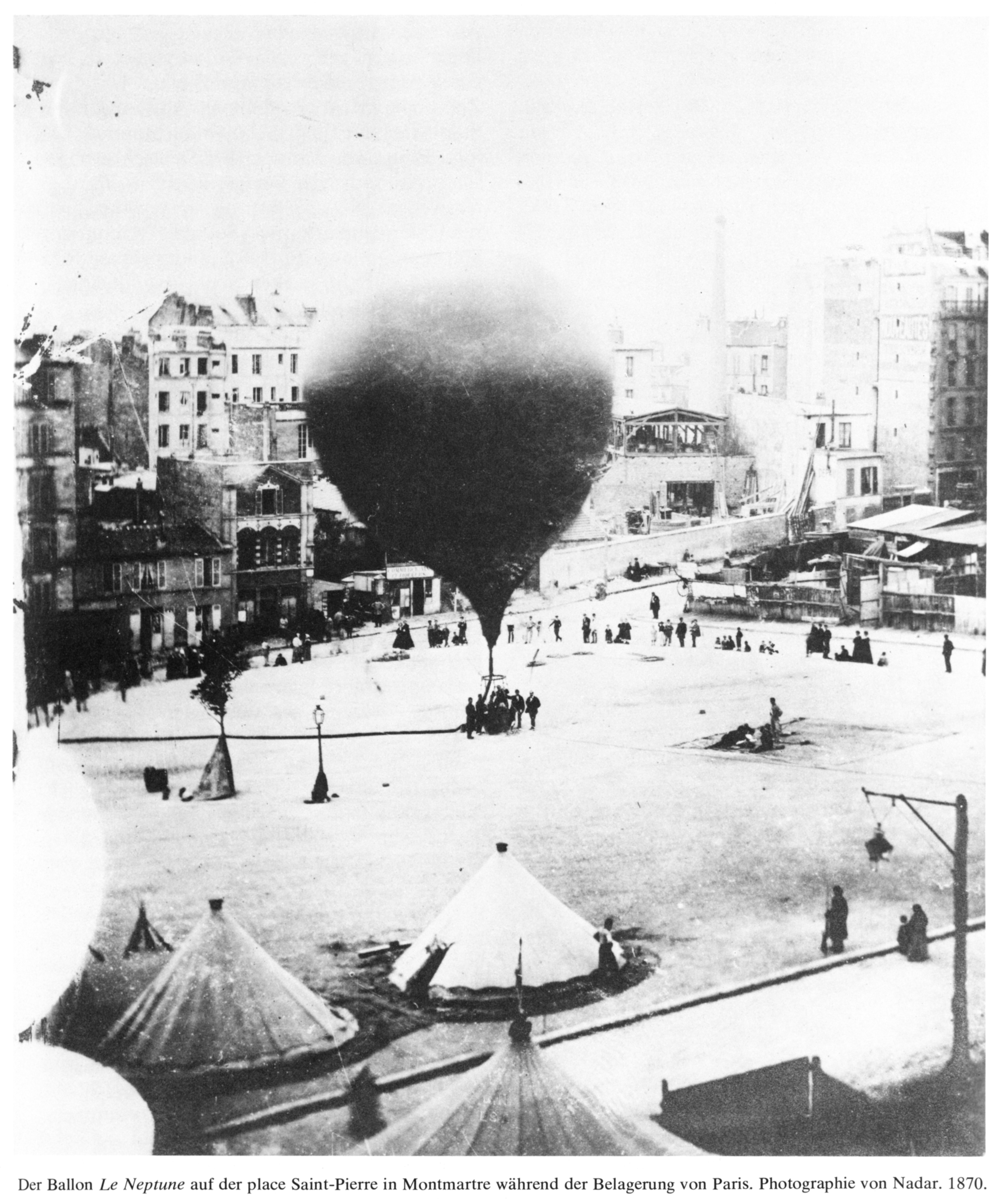
Le ballon Le Neptune en cours de gonflage, photographie Nadar.

Le 27 septembre 1870, l'Administration des Postes dans Paris assiégé publie deux décrets applicables dès le lendemain (« si le temps le permet »  [sic]) organisant l'acheminement de cartes-postes et de lettres ordinaires du public à destination de la France, de l'Algérie et de l'étranger par voie d'aérostats (ou ballon monté). Ce service par ballons montés constitue la première expérience mondiale de transport régulier par une administration postale de courriers par la voie des airs.
Plus de deux millions de plis circuleront entre Paris assiégé et la province (et le reste du monde). Les ballons seront construits aussi à grande échelle, à la chaîne, marquant l'apparition d'une première industrie aéronautique.

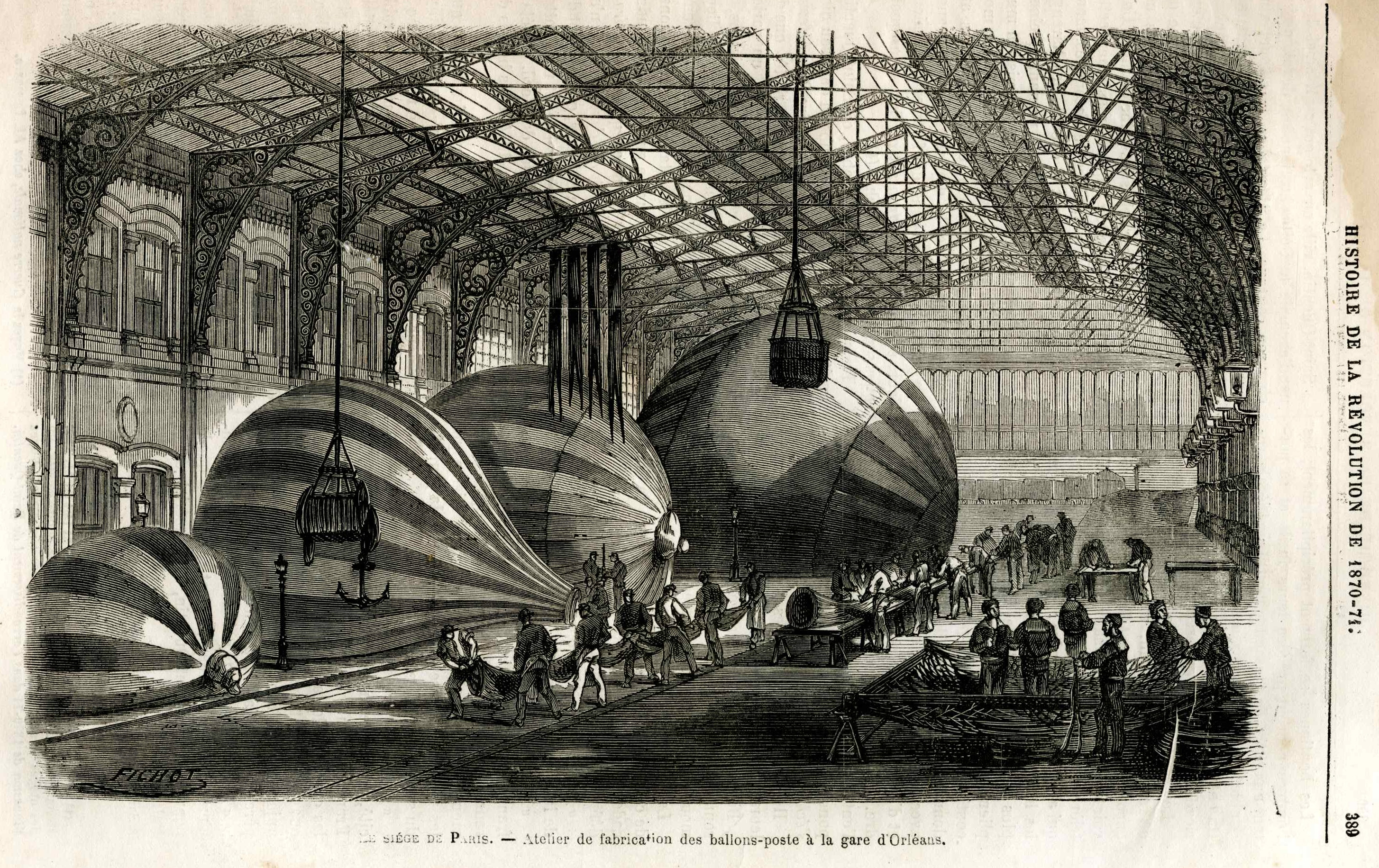
Pendant le siège de Paris, atelier de fabrication des ballons-poste à la gare d'Orléans.

Trop aléatoire quant à la direction prise par les ballons (avec ou sans conducteur), ces expériences resteront sans suite après le conflit. Mais les 67 vols réalisés entre le 18 septembre 1870 et le 28 janvier 1871 ont, pour la première fois, démontré que la voie aérienne pouvait avoir une utilité pratique, stratégique, et réalisable à grande échelle.
Notons que des expériences, durant des manifestations aéronautiques ou des liaisons par ballon, ont été réalisées antérieurement dans de nombreux pays (États-Unis d'Amérique, Angleterre, France…). Ces expériences ne correspondent pas à un « service postal » au sens moderne, mais à des événements ponctuels. Elles participent à l'histoire des précurseurs.

### La poste par avion, les premières liaisons.
L’histoire de l’Aéropostale est étroitement liée à celle de l’aviation tout court. Ses pionniers qui ont pour nom Mermoz, Saint-Exupéry, Guillaumet, Noguès font aujourd’hui figure de héros. Notre mémoire a conservé d’eux des exploits tels que la traversée de l’Atlantique sud par Mermoz en 1930 mais aussi des tragédies.

#### Les précurseurs[11]
L’aventure de la poste par avion commence le 18 février 1911, durant une exposition internationale agricole, d'industrie et des transports en Inde, lorsque le Français Henri Péquet transporta d’Allahabad à Naini Junction environ 15 kg de courrier, soit 6500 lettres et 40 cartes postales signées de sa main, sur un avion biplan Sommer, parcourant les 10 kilomètres en 27 minutes. À partir du 22 février, Henri Péquet et le capitaine anglais W. G. Windham assurent un service régulier durant toute la durée de l'exposition jusqu'à la gare de Naini Junction.
D’autres expériences eurent lieu en Allemagne le 19 mai 1912, puis, au Danemark le 2 septembre 1911, en Angleterre le 9 septembre 1911 (Londres-Windsor), au Maroc le 13 septembre 1911 (Casablanca-Rabat, puis poursuite vers Meknès et Fès les jours suivants) et aux États-Unis entre le 17 septembre et le 10 décembre 1911 sur la côte Est. Les distances parcourues restent courtes, limitées par le rayon d'action des avions.
En France, le premier vol postal officiel fut effectué par le lieutenant Nicaud le 31 juillet 1912 sur un biplan Farman. Ce jour-là le pilote emporta trois sacs de dépêches d’un poids de 50 kg, de Nancy à Lunéville sur une distance de 27 km.
Puis c’est au tour du lieutenant Ronin de franchir le 15 octobre 1913, les 400 km qui séparent Villacoublay de Pauillac, avant-port de Bordeaux, afin de remettre le courrier au capitaine du paquebot-poste Le Pérou à destination des Antilles françaises.

#### Les premières lignes régulières[11]
La première ligne régulière est tracée le 17 août 1918 sur le trajet Paris-Le Mans-Saint-Nazaire, plus précisément : Le Bourget à Escoublac, 158 rotations seront faites jusqu'au mois de juillet 1919, ce qui représente un volume de courrier très important, et permettait un gain de temps de plus de 5 heures par rapport au transport ferroviaire.

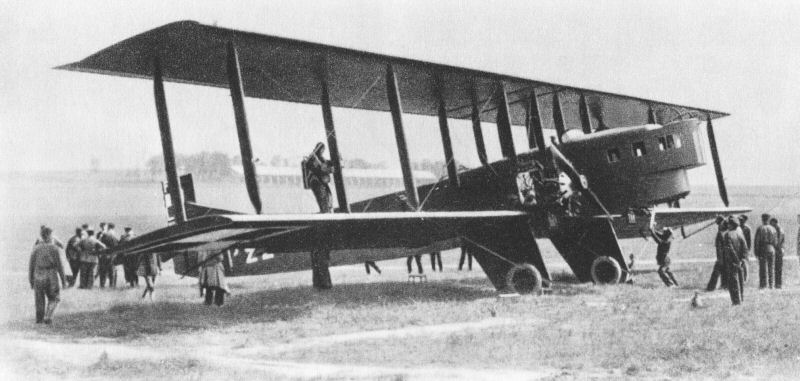
Avion Farman, 1939, transport de passagers et de courrier.

Après l'Armistice, plusieurs lignes militaires se poursuivent et des liaisons civiles se mettent en place. Paris-Lille en février 1919, Paris-Londres, Paris-Bordeaux, Nancy-Longwy, Avignon-Nice en mars 1919, puis courant 1919 : Paris-Strasbourg, Paris-Valenciennes, Paris-Mulhouse, Constantinople-Bucarest. Ces lignes seront reprises par les premières compagnies aériennes créées par les constructeurs d'avions : Breguet, Farman, Lioré et Latécoère.
C’est seulement en 1935 que s’organise un véritable réseau intérieur de jour avec la création de la société Air Bleu. Les avions monomoteurs Simoun reliaient alors Paris aux principales villes de province : Bordeaux, Mont-de-Marsan, Pau, Toulouse, Perpignan, Clermont-Ferrand, Saint-Étienne, Lyon, Grenoble. À partir de 1938, Orange, Marseille et Nice sont aussi desservies. Le but était de doubler les trains partis la veille au soir et de parvenir aux terminus en même temps que ces derniers trains pour permettre une levée du courrier plus tardive.
Un service régulier de nuit est inauguré le 12 avril 1939 avec des avions bimoteurs Caudron Goëland sur les lignes de Paris-Bordeaux-Pau et Paris-Lyon-Marseille. Le but était d'assurer la transmission du courrier et de sa réponse en 24 heures par la même liaison.

### Le service postal aérien après 1945 en France

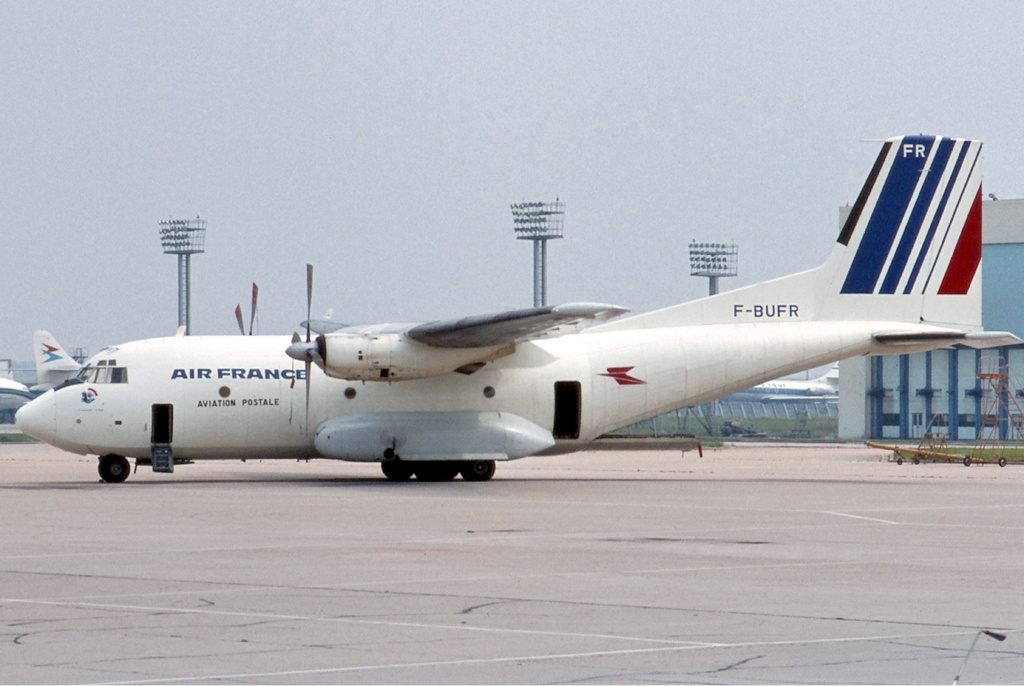
Un des quatre C-160 Transall affecté à la Compagnie générale aéropostale (Air France); ici, en 1980 à l'aéroport d'Orly.

Après la guerre, le service postal aérien fut intégré à la compagnie Air France pour former un département particulier, le Centre d’exploitation postal métropolitain dont le premier directeur fut Didier Daurat. Les appareils utilisés étaient des Junker 52 récupérés sur l’occupant. Ceux-ci sont remplacés en 1948 par des avions américains, des Douglas DC-3 de type Dakota. En 1957, la flotte postale se compose de 9 appareils DC-3 qui transportent chaque nuit près de 25 tonnes de courrier, soit près du quart de tout le trafic-lettres métropolitain. La flotte a ensuite évoluée avec des DC-4, des F 27 et quatre C-160 Transall.
En 1999, la Société d'exploitation postale (SEA, créée en 1991 entre La Poste, Air France, Air Inter et TAT) achète trois biréacteurs Airbus A300-B4 en version cargo. Puis en 2000, Air France cède ses parts à La Poste qui devient seul actionnaire, donnant ainsi naissance à « Europe Airpost ».
La Poste continue d'acheminer le fret et le courrier avec des avions ATR, Airbus A300-Cargo et Boeing 737. Ces avions sont la propriété de La Poste mais c’est Air France qui en assure le fonctionnement. Certains avions transportent des passagers le jour et du courrier la nuit. Mais fin 2007, la filiale postale est cédée à la compagnie aérienne irlandaise Air Contractors, La Poste restant actionnaire minoritaire à hauteur de 3 %.

## Les timbres de poste aérienne

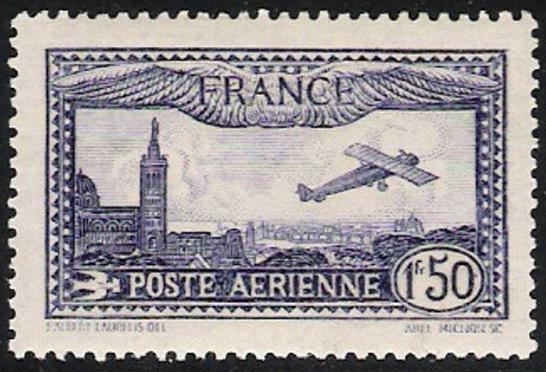
Timbre français de poste aérienne de 1930.

L'expédition de courrier et de petits paquets par la poste aérienne nécessitant un affranchissement plus important que l'expédition par la route, le train ou le bateau, les postes ont émis des timbres portant la mention « poste aérienne » et dont la valeur faciale était beaucoup plus forte que celle des timbres-poste habituels.
Souvent, ces timbres ont porté des figurines liées au thème de l'aviation : pilotes pionniers, appareils historiques, vues de ville depuis le ciel, etc.
Actuellement, l'évolution du transport postal fait que la plupart des expéditions par les postes vers une destination lointaine passent par la voie aérienne. Les timbres de poste aérienne sont souvent de simples timbres de fortes valeurs pour composer des affranchissements qui ne sont pas forcément liés à une expédition aérienne (exemple : affranchissement en timbres d'un colis). Cependant, la plupart des éditeurs de catalogues de timbres classent ces timbres toujours après les timbres-poste « normaux », à l'exception de l'éditeur allemand Michel qui classe les émissions dans leur stricte chronologie.

## Aérophilatélie
Pour les collectionneurs, la poste aérienne est un champ de recherche très étendu :
- collection philatélique des timbres de poste aérienne ;
- collection et étude des plis ayant voyagé pendant les premières décennies de l'aventure aérienne postale ;
- l'aérophilatélie est la collection des plis et marques postales liés à l'aviation.